# バーシティーボウル
バーシティボウルは関東学生アメリカンフットボール連盟と関西学生アメリカンフットボール連盟の下位リーグに所属するチームで構成されるオールスター戦である。

## バーシティボウルの概要
下位リーグのオールスター戦として1990年に第1回大会が開催された。毎年12月下旬に開催（原則として甲子園ボウルの翌週の日曜日）される。試合会場は、西暦の偶数年は関西で開催され、長居球技場などが会場となる。奇数年は関東での開催で、アミノバイタルフィールドなどが使用される。2006年度は万博記念公園に新設されたエキスポフラッシュフィールドで開催された。出場資格があるのは関東、関西の大学アメリカンフットボール部の4年生のみである。関東、関西とも2部リーグ、3部リーグ（関東3部リーグは関東エリアリーグと東北連盟の選手も一部参加する）の選抜された選手が、学生としての最後の試合を戦う。

## 試合の概要
試合は原則2試合が開催され第一試合は関東連盟3部（東北連盟とエリアリーグ含む）対関西連盟3部が対戦する。第二試合は関東連盟2部対関西連盟2部が対戦する。試合時間は12分4Q制である。

## 2005年度の結果
- 第16回バーシティボウル
- 開催地 東京都調布市 アミノバイタルフィールド
- 第一試合　関東学生連盟3部オールスター 対 関西学生連盟3部オールスター
  - 試合開始時刻　11時40分
  - 試合終了時刻　13時47分
  - 表彰 MVP（関西） 関西外国語大学 LB 真鍋憲太郎
  - 表彰 MIP（関東） 城西大学 DL 尾崎健一郎

| チーム名 | 1Q | 2Q | 3Q | 4Q | TOTAL |
| -------- | -- | -- | -- | -- | ----- |
| 関東3部  | 0  | 14 | 0  | 0  | 14    |
| 関西3部  | 7  | 0  | 0  | 22 | 29    |

- 第二試合　関東学生連盟2部オールスター 対 関西学生連盟2部オールスター
  - 試合開始時刻　14時20分
  - 試合終了時刻　16時17分
  - 表彰 MVP（関東） 学習院大学 QB 堤大
  - 表彰 MIP（関西） 大阪産業大学 QB 杉本侑介

| チーム名 | 1Q | 2Q | 3Q | 4Q | TOTAL |
| -------- | -- | -- | -- | -- | ----- |
| 関東2部  | 7  | 10 | 0  | 0  | 17    |
| 関西2部  | 0  | 0  | 7  | 0  | 7     |

## 2006年度の結果
- 第17回バーシティボウル
- 日時 2006年12月23日（土）　第一試合：11時30分〜　第二試合：14時10分〜
- 開催地 大阪府吹田市 エキスポフラッシュフィールド
- 第一試合　関西学生連盟3部オールスター 対 関東学生連盟3部オールスター
  - 試合開始時刻　11時30分
  - 表彰 MVP（関東） 電気通信大学 DB/K #15 萩尾友治
  - 表彰 MIP（関西） 阪南大学 LB/P #99 中村匡志

| チーム名 | 1Q | 2Q | 3Q | 4Q | TOTAL |
| -------- | -- | -- | -- | -- | ----- |
| 関西3部  | 14 | 0  | 0  | 0  | 14    |
| 関東3部  | 3  | 0  | 11 | 13 | 27    |

- 第二試合　関西学生連盟2部オールスター 対 関東学生連盟2部オールスター
  - 試合開始時刻　14時10分
  - 表彰 MVP（関西） 甲南大学 QB #11 歳内直人
  - 表彰 MIP（関東） 東洋大学 QB #5 松岡岳

| チーム名 | 1Q | 2Q | 3Q | 4Q | TOTAL |
| -------- | -- | -- | -- | -- | ----- |
| 関西2部  | 7  | 6  | 0  | 13 | 26    |
| 関東2部  | 0  | 0  | 20 | 0  | 20    |

## 2007年度の結果
- 第18回バーシティボウル
- 開催地 東京都調布市 アミノバイタルフィールド
- 第一試合　関東学生連盟3部オールスター 対 関西学生連盟3部オールスター
  - 試合開始時刻　11時30分
  - 表彰 MVP（関東） 明治学院大学 WR #47 西川航志
  - 表彰 MIP（関西） 滋賀大学 WR #5 尾崎友

| チーム名 | 1Q | 2Q | 3Q | 4Q | TOTAL |
| -------- | -- | -- | -- | -- | ----- |
| 関東3部  | 0  | 14 | 9  | 15 | 38    |
| 関西3部  | 20 | 0  | 0  | 0  | 20    |

- 第二試合　関東学生連盟2部オールスター 対 関西学生連盟2部オールスター
  - 試合開始時刻　14時30分
  - 表彰 MVP（関東） 武蔵大学 TB #20 篠公二
  - 表彰 MIP（関西） 甲南大学 DE #92 江川 怜

| チーム名 | 1Q | 2Q | 3Q | 4Q | TOTAL |
| -------- | -- | -- | -- | -- | ----- |
| 関東2部  | 14 | 10 | 14 | 14 | 52    |
| 関西2部  | 0  | 0  | 0  | 0  | 0     |